# Baliaggio di Leventina
Il Baliaggio di Leventina fu una dipendenza del Canton Uri (uno dei cantoni della Vecchia Confederazione svizzera) durante l'Antico Regime.

## Storia
La Leventina fu il primo obiettivo dei confederati svizzeri ed in particolare del Canton Uri, che con essa confina sul passo del San Gottardo, agendo con furbizia lusingando i valligiani con promesse di esenzioni fiscali che ottennero facilmente il loro scopo. Nel 1403 scoppiò la rivolta appoggiata dagli urani, e ci vollero vent'anni per assistere alla reazione meneghina che con la battaglia di Arbedo reimposero il loro dominio. Nel 1439 tornarono gli urani, che chiesero agli Sforza il riconoscimento della conquista della valle in cambio del loro appoggio nell'ambito della presa del trono ducale, ma dopo il periodo della tumultuosa Repubblica Ambrosiana che vinse la battaglia di Castione, e il clamoroso voltafaccia sforzesco che si riprese la valle, nel 1478 i soldati urani, appoggiati ancora dalla popolazione, ingaggiarono la battaglia di Giornico che costrinse Milano alla resa, firmata nella pace di Lucerna del 1480.
Il baliaggio di Leventina, dipendenza di Uri e simile a quanto viene oggi definito un protettorato, era governata da un balivo di lingua tedesca ma, in virtù della libera dedizione della valle agli elvetici, per l'amministrazione locale veniva garantita un'ampissima autonomia gestionale addirittura creando un parlamento, un più ristretto consiglio ed un tribunale proprio.
Riunita in un unico comune, la Leventina era ripartita in otto vicinanze, a loro volta suddivise in degagne e infine in vicinati.
Al baliaggio, formazione politica chiaramente oligarchica e anti-democratica, fu fatale l'invasione giacobina del 1798, allorquando fu soppresso a favore di una più larga provincia costituita secondo i canoni centralistici e antifederalistici degli invasori: il Cantone di Bellinzona.